# 拉马莱斯德拉维克托里亚
拉马莱斯德拉维克托里亚，是西班牙坎塔布里亚的一个市镇。总面积33平方公里，总人口2248人（2001年），人口密度68人/平方公里。